# Курганы-чучела
Национальный памятник «Курганы-чучела» (англ. Effigy Mounds National Monument)— памятник индейской культуры строителей курганов. Включает ряд археологических памятников на территории округов Алламаки и Клейтон в штате Айова. Монумент с площадью 10 км² с 206 курганами, 31 из которых effigies. Прочие курганы имеют коническую, линейную или сложную форму.
Северная группа (67 курганов) и Южная группа (29 курганов) расположены на границе округов вдоль реки Миссисипи. Эти курганы легко доступны для туристов. Группа Снай-Магилл (112 курганов) расположена в 17 километрах от этих двух групп и не снабжена туристической инфраструктурой.

## История
Индейцы Вудлендского периода строили в этой местности курганы в период с 500 г. до н. э. и до раннего периода европейской колонизации. Многие курганы были утрачены, когда европейцы стали распахивать американские прерии под свои земледельческие угодья. Эффиджи-Маундз — одна из крупнейших сохранившихся до настоящего времени групп курганов в США.
Доисторические курганы широко распространены на территории от Великих равнин США вплоть до побережья Атлантики, однако лишь на территории Вудленда существовали фигурные курганы (в виде зверей, птиц или рептилий).
Географические особенности региона, по мнению исследователей, объясняют, почему люди так давно заселили эту часть США. Исторически большая часть Великих равнин к западу от реки Миссисипи была покрыта лугами, в которых часто вспыхивали крупные пожары, что, в свою очередь, препятствовало зарастанию этой местности лесами. Область, где возникла группа курганов Эффиджи-Маундз на крайнем северо-востоке будущего штата Айова представляла собой переходную зону между восточными лиственными лесами и центральными прериями. Местные индейцы и ранние европейские поселенцы, таким образом, пользовались богатством и разнообразием ресурсов региона, находившегося на границе двух экологических регионов — лесисто-болотистого и прерий.

## Современность
В центре для посетителей у входа в парк расположены музейная экспозиция с археологическими находками и экспонатами, представляющими местную природу. Памятник объявлен Национальным монументом США 25 октября 1949 года.